# واس نونیز
واس نونیز (انگلیسی: Vas Nuñez؛ زادهٔ ۲۲ نوامبر ۱۹۹۵) بازیکن فوتبال اهل هنگ کنگ است.
از باشگاه‌هایی که در آن بازی کرده‌است می‌توان به باشگاه ایسترن اسپورتز اشاره کرد.
وی همچنین در تیم‌های ملی فوتبال زیر ۲۳ سال هنگ کنگ و هنگ کنگ بازی کرده‌است.